# Người Zaporozhe viết thư cho sultan Thổ Nhĩ Kỳ
Người Cô-dắc xứ Zaporozhe viết thư cho sultan Thổ Nhĩ Kỳ (tiếng Nga: Запорожцы пишут письмо турецкому султану) là một họa phẩm anh hùng ca của tác giả Ilya Repin. Bức tranh sơn dầu rộng 2,03 m (6,66 ft) X 3,58 m (11,74 ft) đã được bắt đầu vào năm 1880 và không hoàn thành cho đến năm 1891. Repin ghi lại những năm làm việc dọc theo mép dưới của khuôn vải. Hoàng đế Aleksandr III đã mua bức tranh này với trị giá 35.000 rúp, tại thời điểm đó là số tiền lớn nhất từng được trả cho một bức tranh ở Nga. Kể từ đó, bức tranh đã được triển lãm tại Viện Bảo tàng Quốc gia Nga tại Sankt Peterburg. Bức tranh này mô tả cảnh dân Cô Dắc xứ Zaporozhia hồi đáp thư chiêu hàng của hoàng đế Thổ-Ottoman Mehmed IV.

## Bối cảnh
Khoảng năm 1675-1678 320) đế quốc Thổ-Ottoman và quân chư hầu là Vương quốc Hồi giáo Krym tấn công dân Cossack ở Zaporozhe, nhưng không thành công, Sau thất bại này, hoàng đế Thổ Mehmed IV viết thư chiêu dụ người Cossack phải đầu hàng. Những người Cossack Zaporozhia đã khước từ, và gửi ông một bức thư mang đầy lời lẽ lăng mạ và báng bổ, nhại lại các tước hiệu của vua Thổ.
Tồn tại vài biến thể khác nhau của nội dung bức thư, với biến thể được đưa ra dưới đây được coi là chuẩn nhất (được viết theo bản sao từ cuốn sách của tuyển tập Darwin về lịch sử Zaporozhia sich, được lưu giữ tại Thư viện Quốc gia Nga ở Sankt Peterburg, công hàm có từ cuối thế kỷ 17).

### Thư của sultan Thổ Nhĩ Kỳ gửi những người Kazak
Đề nghị của Mehmed IV:
| “           | Trẫm, sultan và chủ nhân của Cổng Huy hoàng, con trai của Muhammad, người anh em của thần Mặt Trời và Mặt Trăng, cháu và sứ giả của Chân chủ trên mặt đất, chúa tể của các vương quốc Macedonia, Babylon, Jerusalem, Đại và Tiểu Ai Cập, hoàng đế của các hoàng đế, chúa tể của các chúa tể, hiệp sĩ không có đối thủ, chiến binh bất khả chiến bại, chủ nhân của cây sinh mệnh, người bảo vệ kiên định mộ của Giê-su Ki-tô, người giám hộ được chính Thượng đế chọn, niềm hy vọng và an ủi của người Hồi giáo, người gieo rắc nỗi kinh hoàng và người bảo vệ vĩ đại của người Ki-tô giáo, ra lệnh cho các ngươi, những người Kazak Zaporozhe, phải đầu hàng trẫm tự nguyện và không có bất kỳ kháng cự nào, và ngừng quấy rầy trẫm bằng các cuộc tấn công của các ngươi. | ” |
| — Mehmed IV | |   |

### Thư của những người Kazak Zaporozhe tới sultan Thổ Nhĩ Kỳ

#### Phương án gốc (theo kiểu viết chính tả của tiếng Ukraina hiện đại)
| “ | :Відповідь Запорожців Магомету IV-му Запорізькі козаки турецькому султану! Ти — шайтан турецький чорт, проклятого чорта брат і товариш і самого Люципера секретар! Який ти в чорта лицар коли голою сракою їжака не вб’єш? Чорт висирає а твоє військо пожирає. Не будеш ти, сукин ти сину, синів християнських під собою мати, твого війска ми не боїмося, землею і водою будем битися з тобою, распройоб твою мать. Вавілонський ти кухар, Македонський колесник, Ієрусалимський броварник, Олександрійський козолуп, Великого й Малого Єгипта свинар, Подолянська злодіюка, Татарський сагайдак, Каменецький кат, і всього світу і підсвіту блазень, а нашого Бога дурень, самого гаспида онук і нашого хуя крюк. Свиняча морда, кобиляча срака, різницька собака, нехрещений лоб, мать твою вйоб! Отак тобі козаки відказали плюгавче! Невгоден єсі матері вірних християн! Числа не знаєм бо календаря не маєм, місяць в небі, рік у книзі, а день такий у нас як і у вас, поцілуй за те у сраку нас!.. Підписали: Кошовий отаман Іван Сірко зо всім кошом запорізьким | ” |

#### Phương án khác
| “ | Запоріжські козаки турецькому султану! Ти, султан, чорт турецкий, і проклятого чорта брат і товариш, самого Люцеперя секретарь. Якій ти в чорта лицарь, коли голою сракою їжака не вб'єш!?. Чорт висирає, а твоє військо пожирає. Не будеш ти, сукін ти сину, синів христіянських під собой мати, твойого війска ми не боімось, землею і водою будем биться з тобою, распройоб твою мать. Вавилоньский ты кухарь, Макидоньский колесник, Іерусалимський бравирник, Александрійський козолуп, Великого и Малого Египту свинар, Армянська свиня, подолянська злодиюка, Татарський сагайдак, каменецький кат, самого гаспида онук і у всего світу і підсвіту блазень, а нашого Бога дурень, свиняча морда, кобиляча срака, різницький собака, нехрещений лоб, мать твою в'йоб! Самого гаспида внук и нашого хуя крюк. От так тобі запорожці висказали, плюгавче. Не будешь ти і свиней христіанских пасти. Тепер кончаємо, бо числа не знаємо і календаря не маємо, місяць у небі, рік у князя, а день такий у нас, який і у Вас, за це поцілуй в сраку нас! Підписали: Кошовий атаман Іван Сірко зо всім кошем Запоріжськім | ” |

#### Bản dịch tiếng Việt cho phương án gốc
| “                                                                    | Thư đáp của người Zaporozhe cho Mehmed IV Người Cô-Dắc Zhaporozhe gửi Sultan Thổ Nhĩ Kỳ! Mày, Sultan - thứ quỷ Thổ Nhĩ Kỳ, anh em và bè bạn của lũ yêu ma chết tiệt, là tên thư lại của chính quỷ Lucifer ! Mày là hiệp sĩ cái quỷ gì mà lấy cái mông trần của mày giết một con nhím cũng không được ? Con quỷ ị ra cho quân đoàn của mày đớp hết. Thứ con của đĩ, làm sao khuất phục được con cái Cơ Đốc làm thần dân. Chúng tao không sợ cái đạo quân kia của mày, trên bộ và trên biển chúng tao thề đánh nhau với chúng mày, ' Mày là đứa thợ bếp Babylon, tên đóng xe xứ Macedonia, thằng nấu bia ở Jerusalem, kẻ thiến dê của Alexandria, hạng chăn lợn của Đại và Tiểu Ai Cập, con lợn Armenia, tên trộm xứ Podolia, loài đam mỹ xứ Tartary, tên đao phủ của Kamyanets, và thằng hề của khắp thế gian và địa ngục, và là thằng ngốc đối với Chúa, cháu của rắn độc, thứ làm nhức hạ bộ chúng tao. Đồ mõm lợn, đít ngựa, súc sinh nơi lò mổ, thằng nhãi không được rửa tội, đi mà chơi con mẹ mày! Người Zhaporozhe hồi đáp mày như vậy đấy, hỡi đồ hạ lưu! Mày không xứng với những con lợn trong đàn súc vật của người Cơ Đốc ! Bây giờ bọn tao kết thúc, vì bọn tao không biết ngày tháng và không có lịch, trăng trên trời, năm trong sách, còn ngày thì chỗ bọn tao thế nào thì chỗ bọn bay như vậy, và vì điều đó hãy hôn đít bọn tao! | ” |
| — Đã ký: Ataman (tổng tư lệnh) Ivan Sirko cùng toàn quân Zhaporozhe. | |   |

### Bình chú

#### Lưu ý tới nội dung
Cần lưu ý tới sự mềm mỏng và sự thận trọng bất thường của vị hoàng đế hung dữ, trong đó trái với lệ thường, ông ta không đe dọa những người Cossack bằng những hình phạt khủng khiếp, tất cả chỉ là đề nghị họ giảng hòa. Thi pháp thông thường trong những công hàm của quân vương đế quốc Ottoman - kể cả các tiền nhân và hậu thế của Mehmed IV - không phải như vậy. Chẳng hạn, nội dung công hàm mà Mehmed IV gửi cho Hoàng đế La Mã Thần thánh là Leopold I là như sau: 
| “           | Ta tuyên bố với ngươi rằng ta sẽ là ông chủ của ngươi. Ta quyết định không để mất thời gian, làm với đế quốc La Mã Thần thánh những gì ta muốn, và để lại trong đế quốc này một ký ức về thanh kiếm khủng khiếp của ta. Ta sẽ truyền tôn giáo của ta và tróc nã vị Thiên Chúa bị đóng đinh câu rút của ngươi. Tương xứng với ý chí và khoái lạc của mình ta sẽ vùi lấp những tên linh mục của ngươi và lột trần bộ ngực những người đàn bà của ngươi cho những cái mõm chó và những con thú khác. Đủ để nói cho ngươi hiểu những gì ta sẽ làm với ngươi - nếu ngươi có đủ thông minh để hiểu tất cả những điều này. | ” |
| — Mehmed IV | |   |

### Độ tin cậy
Độ tin cậy của bức thư này gây ra một số nghi vấn của một số nhà nghiên cứu vì các nguyên nhân sau:
- Tồn tại vài phương án khác nhau của nội dung bức thư
- Ngày tháng ký bức thư khác nhau (1600, 1619, 1620, 1667, 1696, 1713,…)
- Trong các phiên bản khác nhau của bức thư là các chữ ký khác nhau (otaman Zakharenko, Ivan Sirko,…)
- Những người nhận khác nhau: Ahmed II, Ahmed IV, Mehmed IV,…[1]

## Liên quan
Cảnh sáng tác bức thư, với trích dẫn văn bản gốc, có trong bộ phim sản xuất năm 2009 của nước Nga Taras Bulba, trong đó cảnh quay của đoạn này chịu ảnh hưởng rõ nét của tranh Những người Zaporozhe.